# Лауреати Державної премії України в галузі науки і техніки (2008)
Державна премія України в галузі науки і техніки — лауреати 2008 року.
На підставі подання Комітету з Державних премій України в галузі науки і техніки Президент України Віктор Ющенко видав Указ № 1121/2008 від 1 грудня 2008 року"Про присудження Державних премій України в галузі науки і техніки 2008 року".
На 2008 рік розмір Державної премії України в галузі науки і техніки склав 150 000 гривень кожна.

## Лауреати Державної премії України в галузі науки і техніки 2008 року
| Премійована робота | Лауреати                            | Коротко про лауреата |
| --- | ----------------------------------- | --- |
| за роботу «Космічні системи, прилади та методи діагностики електромагнітних полів у геокосмосі» | Федоров Олег Павлович               | доктор фізико-математичних наук, начальник управління Національного космічного агентства України.                                                                                      |
| за роботу «Космічні системи, прилади та методи діагностики електромагнітних полів у геокосмосі» | Івченко Василь Миколайович          | доктор фізико-математичних наук, завідувач кафедри Київського національного університету імені Тараса Шевченка.                                                                        |
| за роботу «Космічні системи, прилади та методи діагностики електромагнітних полів у геокосмосі» | Ямпольський Юрій Моїсійович         | доктор фізико-математичних наук, завідувач відділу Радіоастрономічного інституту НАН України.                                                                                          |
| за роботу «Космічні системи, прилади та методи діагностики електромагнітних полів у геокосмосі» | Корепанов Валерій Євгенійович       | доктор технічних наук, заступник директора Львівського центру Інституту космічних досліджень НАН України і Національного космічного агентства України.                                 |
| за роботу «Космічні системи, прилади та методи діагностики електромагнітних полів у геокосмосі» | Лізунов Георгій В'ячеславович       | кандидат фізико-математичних наук, завідувач лабораторії Інституту космічних досліджень НАН України і Національного космічного агентства України.                                      |
| за роботу «Космічні системи, прилади та методи діагностики електромагнітних полів у геокосмосі» | Дудкін Федір Львович                | кандидат технічних наук, старший науковий співробітник Львівського центру Інституту космічних досліджень НАН України і Національного космічного агентства України.                     |
| за роботу «Космічні системи, прилади та методи діагностики електромагнітних полів у геокосмосі» | Попель Анатолій Михайлович          | заступник головного конструктора Державного конструкторського бюро «Південне» імені М. К. Янгеля.                                                                                      |
| за розробку та впровадження інтегрованих комплексних технологій для виробництва наукоємних виробів машинобудування (авіаційних двигунів нового покоління) | Бєліков Сергій Борисович            | доктор технічних наук, ректор Запорізького національного технічного університету. |
| за розробку та впровадження інтегрованих комплексних технологій для виробництва наукоємних виробів машинобудування (авіаційних двигунів нового покоління) | Внуков Юрій Миколайович             | доктор технічних наук, проректор Запорізького національного технічного університету.                                                                                                   |
| за розробку та впровадження інтегрованих комплексних технологій для виробництва наукоємних виробів машинобудування (авіаційних двигунів нового покоління) | Качан Олексій Якович                | доктор технічних наук, завідувач кафедри Запорізького національного технічного університету.                                                                                           |
| за розробку та впровадження інтегрованих комплексних технологій для виробництва наукоємних виробів машинобудування (авіаційних двигунів нового покоління) | Грабченко Анатолій Іванович         | доктор технічних наук, завідувач кафедри Національного технічного університету «Харківський політехнічний інститут».                                                                   |
| за розробку та впровадження інтегрованих комплексних технологій для виробництва наукоємних виробів машинобудування (авіаційних двигунів нового покоління) | Павленко Петро Миколайович          | доктор технічних наук, директор Інженерного центру «Солід» Національного авіаційного університету.                                                                                     |
| за розробку та впровадження інтегрованих комплексних технологій для виробництва наукоємних виробів машинобудування (авіаційних двигунів нового покоління) | Фадєєв Валерій Андрійович           | доктор технічних наук, головний інженер Державного підприємства "Харківський машинобудівний завод «ФЕД».                                                                               |
| за розробку та впровадження інтегрованих комплексних технологій для виробництва наукоємних виробів машинобудування (авіаційних двигунів нового покоління) | Мозговий Володимир Федорович        | кандидат технічних наук, головний технолог відкритого акціонерного товариства «Мотор Січ».                                                                                             |
| за розробку та впровадження інтегрованих комплексних технологій для виробництва наукоємних виробів машинобудування (авіаційних двигунів нового покоління) | Чернишов Сергій Іванович            | кандидат технічних наук, головний консультант закритого акціонерного товариства «Конструкторсько-технологічне бюро верифікаційного моделювання та підготовки виробництва».             |
| за розробку та впровадження інтегрованих комплексних технологій для виробництва наукоємних виробів машинобудування (авіаційних двигунів нового покоління) | Кондратюк Едуард Васильович         | головний технолог Державного підприємства «Запорізьке машинобудівне конструкторське бюро „Прогрес“ імені академіка О. Г. Івченка.                                                      |
| за цикл праць „Конструкційні матеріали нового покоління та технології їх впровадження у будівництво“ | Назаренко Іван Іванович             | доктор технічних наук, завідувач кафедри Київського національного університету будівництва і архітектури.                                                                              |
| за цикл праць „Конструкційні матеріали нового покоління та технології їх впровадження у будівництво“ | Рунова Раїса Федорівна              | доктор технічних наук, професор Київського національного університету будівництва і архітектури.                                                                                       |
| за цикл праць „Конструкційні матеріали нового покоління та технології їх впровадження у будівництво“ | Сівко Володимир Йосипович           | доктор технічних наук, професор Київського національного університету будівництва і архітектури.                                                                                       |
| за цикл праць „Конструкційні матеріали нового покоління та технології їх впровадження у будівництво“ | Гоц Володимир Іванович              | кандидат технічних наук, декан Київського національного університету будівництва і архітектури.                                                                                        |
| за цикл праць „Конструкційні матеріали нового покоління та технології їх впровадження у будівництво“ | Федоркін Сергій Іванович            | доктор технічних наук, ректор Національної академії природоохоронного та курортного будівництва.                                                                                       |
| за цикл праць „Конструкційні матеріали нового покоління та технології їх впровадження у будівництво“ | Братчун Валерій Іванович            | доктор технічних наук, перший проректор Донбаської національної академії будівництва і архітектури.                                                                                    |
| за цикл праць „Конструкційні матеріали нового покоління та технології їх впровадження у будівництво“ | Саницький Мирослав Андрійович       | доктор технічних наук, завідувач кафедри Національного університету „Львівська політехніка“.                                                                                           |
| за цикл праць „Конструкційні матеріали нового покоління та технології їх впровадження у будівництво“ | Плугін Аркадій Миколайович          | доктор хімічних наук, професор Української державної академії залізничного транспорту.                                                                                                 |
| за цикл праць „Конструкційні матеріали нового покоління та технології їх впровадження у будівництво“ | Шилюк Петро Степанович              | кандидат технічних наук, президент, голова правління акціонерного товариства холдингової компанії „Київміськбуд“.                                                                      |
| за цикл праць „Конструкційні матеріали нового покоління та технології їх впровадження у будівництво“ | Старчук Володимир Никифорович       | кандидат технічних наук, начальник управління акціонерного товариства холдингової компанії „Київміськбуд“.                                                                             |
| за розробку та впровадження технологій відродження порушених гірничими роботами земель як елементів екологічної мережі | Травлєєв Анатолій Павлович          | член-кореспондент Національної академії наук України, професор Дніпропетровського національного університету.                                                                          |
| за розробку та впровадження технологій відродження порушених гірничими роботами земель як елементів екологічної мережі | Глухов Олександр Захарович          | доктор біологічних наук, директор Донецького ботанічного саду НАН України. |
| за розробку та впровадження технологій відродження порушених гірничими роботами земель як елементів екологічної мережі | Шкіца Леся Євстахіївна              | доктор технічних наук, завідувач кафедри Івано-Франківського національного технічного університету нафти і газу.                                                                       |
| за розробку та впровадження технологій відродження порушених гірничими роботами земель як елементів екологічної мережі | Копач Павло Іванович                | кандидат технічних наук, заступник завідувача відділу Інституту проблем природокористування та екології НАН України.                                                                   |
| за розробку та впровадження технологій відродження порушених гірничими роботами земель як елементів екологічної мережі | Скрипник Олег Олександрович         | кандидат біологічних наук, старший науковий співробітник Інституту проблем природокористування та екології НАН України.                                                                |
| за розробку та впровадження технологій відродження порушених гірничими роботами земель як елементів екологічної мережі | Романенко Василь Никифорович        | головний гірник відділу Інституту проблем природокористування та екології НАН України.                                                                                                 |
| за розробку та впровадження технологій відродження порушених гірничими роботами земель як елементів екологічної мережі | Мазур Антоніна Юхимівна             | кандидат біологічних наук, директор Криворізького ботанічного саду НАН України. |
| за розробку та впровадження технологій відродження порушених гірничими роботами земель як елементів екологічної мережі | Півень Володимир Олександрович      | кандидат технічних наук, генеральний директор відкритого акціонерного товариства „Інгулецький гірничо-збагачувальний комбінат“.                                                        |
| за розробку та впровадження технологій відродження порушених гірничими роботами земель як елементів екологічної мережі | Зозуля Іван Іванович                | кандидат технічних наук, голова правління відкритого акціонерного товариства „Інститут гірничо-хімічної промисловості“.                                                                |
| за розробку та впровадження технологій відродження порушених гірничими роботами земель як елементів екологічної мережі | Гайдін Анатолій Маркович            | кандидат геолого-мінералогічних наук, виконавчий директор відділення Академії гірничих наук України.                                                                                   |
| за роботу „Система управління фінансами в галузі освіти і науки“ | Лисенко Юрій Григорович             | член-кореспондент Національної академії наук України, завідувач кафедри Донецького національного університету.                                                                         |
| за роботу „Система управління фінансами в галузі освіти і науки“ | Акмаєв Анатолій Ісайович            | доктор економічних наук, ректор Донбаського державного технічного університету. |
| за роботу „Система управління фінансами в галузі освіти і науки“ | Нестуля Олексій Олексійович         | доктор історичних наук, ректор Полтавського університету споживчої кооперації України.                                                                                                 |
| за роботу „Система управління фінансами в галузі освіти і науки“ | Семенець Валерій Васильович         | доктор технічних наук, перший проректор Харківського національного університету радіоелектроніки.                                                                                      |
| за роботу „Система управління фінансами в галузі освіти і науки“ | Садєков Алімжан Абдуллович          | доктор економічних наук, проректор Донецького національного університету економіки і торгівлі імені Михайла Туган-Барановського.                                                       |
| за роботу „Система управління фінансами в галузі освіти і науки“ | Андрієнко Володимир Миколайович     | доктор економічних наук, завідувач кафедри Донецького національного університету. |
| за роботу „Система управління фінансами в галузі освіти і науки“ | Лев Тетяна Олексіївна               | кандидат економічних наук, проректор Донецького національного університету. |
| за роботу „Система управління фінансами в галузі освіти і науки“ | Куліков Петро Мусійович             | кандидат економічних наук, директор департаменту Міністерства освіти і науки України.                                                                                                  |
| за роботу „Система управління фінансами в галузі освіти і науки“ | Рудавський Юрій Кирилович           | доктор фізико-математичних наук (посмертно). |
| за роботу „Науково-технологічні основи, розробка та впровадження високоефективного геомеханічного моніторингу підземних геотехнічних систем шахт і рудників“ | Анциферов Андрій Вадимович          | доктор технічних наук, директор Українського державного науково-дослідного і проектно-конструкторського інституту гірничої геології, геомеханіки і маркшейдерської справи НАН України. |
| за роботу „Науково-технологічні основи, розробка та впровадження високоефективного геомеханічного моніторингу підземних геотехнічних систем шахт і рудників“ | Скіпочка Сергій Іванович            | доктор технічних наук, завідувач лабораторії Інституту геотехнічної механіки імені М. С. Полякова НАН України.                                                                         |
| за роботу „Науково-технологічні основи, розробка та впровадження високоефективного геомеханічного моніторингу підземних геотехнічних систем шахт і рудників“ | Яланський Анатолій Олександрович    | доктор технічних наук, провідний науковий співробітник Інституту геотехнічної механіки імені М. С. Полякова НАН України.                                                               |
| за роботу „Науково-технологічні основи, розробка та впровадження високоефективного геомеханічного моніторингу підземних геотехнічних систем шахт і рудників“ | Паламарчук Тетяна Андріївна         | доктор технічних наук, провідний науковий співробітник Інституту геотехнічної механіки імені М. С. Полякова НАН України.                                                               |
| за роботу „Науково-технологічні основи, розробка та впровадження високоефективного геомеханічного моніторингу підземних геотехнічних систем шахт і рудників“ | Брюханов Олександр Михайлович       | доктор технічних наук, директор Державного Макіївського науково-дослідного інституту з безпеки робіт у гірничій промисловості.                                                         |
| за роботу „Науково-технологічні основи, розробка та впровадження високоефективного геомеханічного моніторингу підземних геотехнічних систем шахт і рудників“ | Колчин Геннадій Іванович            | кандидат геолого-мінералогічних наук, завідувач лабораторії Державного Макіївського науково-дослідного інституту з безпеки робіт у гірничій промисловості.                             |
| за роботу „Науково-технологічні основи, розробка та впровадження високоефективного геомеханічного моніторингу підземних геотехнічних систем шахт і рудників“ | Голінько Василь Іванович            | доктор технічних наук, завідувач кафедри Національного гірничого університету. |
| за роботу „Науково-технологічні основи, розробка та впровадження високоефективного геомеханічного моніторингу підземних геотехнічних систем шахт і рудників“ | Грядущий Юрій Борисович             | доктор технічних наук, заступник Міністра вугільної промисловості України. |
| за роботу „Науково-технологічні основи, розробка та впровадження високоефективного геомеханічного моніторингу підземних геотехнічних систем шахт і рудників“ | Агафонов Олександр Васильович       | доктор технічних наук, директор проектного та науково-дослідного центру закритого акціонерного товариства „Донецьксталь“ — металургійний завод».                                       |
| за роботу „Науково-технологічні основи, розробка та впровадження високоефективного геомеханічного моніторингу підземних геотехнічних систем шахт і рудників“ | Усаченко Володимир Борисович        | директор з виробництва науково-виробничого підприємства "Технополіс «Екоіндустрія». |
| за роботу «Підвищення енергоефективності роботи турбоустановок ТЕС і ТЕЦ шляхом модернізації, реконструкції та удосконалення режимів їхньої експлуатації» | Мацевитий Юрій Михайлович           | академік Національної академії наук України, директор Інституту проблем машинобудування імені А. М. Підгорного НАН України.                                                            |
| за роботу «Підвищення енергоефективності роботи турбоустановок ТЕС і ТЕЦ шляхом модернізації, реконструкції та удосконалення режимів їхньої експлуатації» | Русанов Андрій Вікторович           | доктор технічних наук, завідувач відділу Інституту проблем машинобудування імені А. М. Підгорного НАН України.                                                                         |
| за роботу «Підвищення енергоефективності роботи турбоустановок ТЕС і ТЕЦ шляхом модернізації, реконструкції та удосконалення режимів їхньої експлуатації» | Соловей Віктор Васильович           | доктор технічних наук, завідувач відділу Інституту проблем машинобудування імені А. М. Підгорного НАН України.                                                                         |
| за роботу «Підвищення енергоефективності роботи турбоустановок ТЕС і ТЕЦ шляхом модернізації, реконструкції та удосконалення режимів їхньої експлуатації» | Шульженко Микола Григорович         | доктор технічних наук, завідувач відділу Інституту проблем машинобудування імені А. М. Підгорного НАН України.                                                                         |
| за роботу «Підвищення енергоефективності роботи турбоустановок ТЕС і ТЕЦ шляхом модернізації, реконструкції та удосконалення режимів їхньої експлуатації» | Голощапов Володимир Миколайович     | кандидат технічних наук, старший науковий співробітник Інституту проблем машинобудування імені А. М. Підгорного НАН України.                                                           |
| за роботу «Підвищення енергоефективності роботи турбоустановок ТЕС і ТЕЦ шляхом модернізації, реконструкції та удосконалення режимів їхньої експлуатації» | Гонтаровський Павло Петрович        | кандидат технічних наук, старший науковий співробітник Інституту проблем машинобудування імені А. М. Підгорного НАН України.                                                           |
| за роботу «Підвищення енергоефективності роботи турбоустановок ТЕС і ТЕЦ шляхом модернізації, реконструкції та удосконалення режимів їхньої експлуатації» | Костіков Андрій Олегович            | кандидат технічних наук, старший науковий співробітник Інституту проблем машинобудування імені А. М. Підгорного НАН України.                                                           |
| за роботу «Підвищення енергоефективності роботи турбоустановок ТЕС і ТЕЦ шляхом модернізації, реконструкції та удосконалення режимів їхньої експлуатації» | Цибулько Вадим Йосипович            | головний конструктор відділу Інституту проблем машинобудування імені А. М. Підгорного НАН України.                                                                                     |
| за роботу «Підвищення енергоефективності роботи турбоустановок ТЕС і ТЕЦ шляхом модернізації, реконструкції та удосконалення режимів їхньої експлуатації» | Дєдов Володимир Георгійович         | технічний директор відкритого акціонерного товариства "Державна енергогенеруюча компанія «Центренерго».                                                                                |
| за роботу «Підвищення енергоефективності роботи турбоустановок ТЕС і ТЕЦ шляхом модернізації, реконструкції та удосконалення режимів їхньої експлуатації» | Павленко Олександр Васильович       | заступник начальника управління паливно-енергетичного комплексу Харківської обласної державної адміністрації.                                                                          |
| за розробку та впровадження нових способів і технологій фізико-хімічної обробки, розливання міді та її сплавів, одержаних з відходів, і виготовлення з них деформованих профілів та напівфабрикатів | Дубодєлов Віктор Іванович           | член-кореспондент Національної академії наук України, завідувач відділу Фізико-технологічного інституту металів та сплавів НАН України.                                                |
| за розробку та впровадження нових способів і технологій фізико-хімічної обробки, розливання міді та її сплавів, одержаних з відходів, і виготовлення з них деформованих профілів та напівфабрикатів | Нарівський Анатолій Васильович      | доктор технічних наук, провідний науковий співробітник Фізико-технологічного інституту металів та сплавів НАН України.                                                                 |
| за розробку та впровадження нових способів і технологій фізико-хімічної обробки, розливання міді та її сплавів, одержаних з відходів, і виготовлення з них деформованих профілів та напівфабрикатів | Кожанов Володимир Андрійович        | кандидат технічних наук, директор Донецького державного науково-дослідного і проектного інституту кольорових металів.                                                                  |
| за розробку та впровадження нових способів і технологій фізико-хімічної обробки, розливання міді та її сплавів, одержаних з відходів, і виготовлення з них деформованих профілів та напівфабрикатів | Савєнков Юрій Дмитрович             | голова правління відкритого акціонерного товариства «Артемівський завод з обробки кольорових металів».                                                                                 |
| за розробку та впровадження нових способів і технологій фізико-хімічної обробки, розливання міді та її сплавів, одержаних з відходів, і виготовлення з них деформованих профілів та напівфабрикатів | Шпаківський Володимир Олександрович | заступник голови правління відкритого акціонерного товариства «Артемівський завод з обробки кольорових металів».                                                                       |
| за розробку та впровадження нових способів і технологій фізико-хімічної обробки, розливання міді та її сплавів, одержаних з відходів, і виготовлення з них деформованих профілів та напівфабрикатів | Кваченюк Микола Євгенович           | начальник цеху відкритого акціонерного товариства «Артемівський завод з обробки кольорових металів».                                                                                   |
| за розробку та впровадження нових способів і технологій фізико-хімічної обробки, розливання міді та її сплавів, одержаних з відходів, і виготовлення з них деформованих профілів та напівфабрикатів | Шинкаренко Павло Семенович          | начальник управління Міністерства промислової політики України. |
| за розробку та впровадження нових способів і технологій фізико-хімічної обробки, розливання міді та її сплавів, одержаних з відходів, і виготовлення з них деформованих профілів та напівфабрикатів | Іванченко Василь Якович             | пенсіонер. |
| за роботу «Фундаментальні фізичні властивості біополімерів, що визначають їхнє функціонування» | Говорун Дмитро Миколайович          | член-кореспондент Національної академії наук України, заступник директора Інституту молекулярної біології і генетики НАН України.                                                      |
| за роботу «Фундаментальні фізичні властивості біополімерів, що визначають їхнє функціонування» | Корнелюк Олександр Іванович         | член-кореспондент Національної академії наук України, завідувач відділу Інституту молекулярної біології і генетики НАН України.                                                        |
| за роботу «Фундаментальні фізичні властивості біополімерів, що визначають їхнє функціонування» | Харкянен Валерій Миколайович        | доктор фізико-математичних наук, завідувач відділу Інституту фізики НАН України. |
| за роботу «Фундаментальні фізичні властивості біополімерів, що визначають їхнє функціонування» | Благий Юрій Павлович                | доктор фізико-математичних наук, головний науковий співробітник Фізико-технічного інституту низьких температур імені Б. І. Вєркіна НАН України.                                        |
| за роботу «Фундаментальні фізичні властивості біополімерів, що визначають їхнє функціонування» | Сорокін Віктор Олександрович        | доктор фізико-математичних наук, провідний науковий співробітник Фізико-технічного інституту низьких температур імені Б. І. Вєркіна НАН України.                                       |
| за роботу «Фундаментальні фізичні властивості біополімерів, що визначають їхнє функціонування» | Волков Сергій Наумович              | доктор фізико-математичних наук, головний науковий співробітник Інституту теоретичної фізики імені М. М. Боголюбова НАН України.                                                       |
| за роботу «Фундаментальні фізичні властивості біополімерів, що визначають їхнє функціонування» | Христофоров Леонід Миколайович      | доктор фізико-математичних наук, провідний науковий співробітник Інституту теоретичної фізики імені М. М. Боголюбова НАН України.                                                      |
| за роботу «Фундаментальні фізичні властивості біополімерів, що визначають їхнє функціонування» | Малєєв Володимир Якович             | доктор фізико-математичних наук, старший науковий співробітник Інституту радіофізики та електроніки імені О. Я. Усикова НАН України.                                                   |
| за роботу «Фундаментальні фізичні властивості біополімерів, що визначають їхнє функціонування» | Семенов Михайло Олексійович         | доктор фізико-математичних наук, старший науковий співробітник Інституту радіофізики та електроніки імені О. Я. Усикова НАН України.                                                   |
| за роботу «Фундаментальні фізичні властивості біополімерів, що визначають їхнє функціонування» | Веселков Олексій Никонович          | доктор фізико-математичних наук (посмертно). |
| за роботу «Інтерметаліди, гідриди та оксиди як основа нових енергоощадних матеріалів» | Солонін Юрій Михайлович             | член-кореспондент Національної академії наук України, заступник директора Інституту проблем матеріалознавства імені І. М. Францевича НАН України.                                      |
| за роботу «Інтерметаліди, гідриди та оксиди як основа нових енергоощадних матеріалів» | Білоус Анатолій Григорович          | член-кореспондент Національної академії наук України, завідувач відділу Інституту загальної та неорганічної хімії імені В. І. Вернадського НАН України.                                |
| за роботу «Інтерметаліди, гідриди та оксиди як основа нових енергоощадних матеріалів» | Завалій Ігор Юліянович              | доктор хімічних наук, провідний науковий співробітник Фізико-механічного інституту імені Г. В. Карпенка НАН України.                                                                   |
| за роботу «Інтерметаліди, гідриди та оксиди як основа нових енергоощадних матеріалів» | Котур Богдан Ярославович            | доктор хімічних наук, проректор Львівського національного університету імені Івана Франка.                                                                                             |
| за роботу «Інтерметаліди, гідриди та оксиди як основа нових енергоощадних матеріалів» | Каличак Ярослав Михайлович          | доктор хімічних наук, декан Львівського національного університету імені Івана Франка.                                                                                                 |
| за роботу «Інтерметаліди, гідриди та оксиди як основа нових енергоощадних матеріалів» | Гладишевський Роман Євгенович       | доктор хімічних наук, завідувач кафедри Львівського національного університету імені Івана Франка.                                                                                     |
| за роботу «Інтерметаліди, гідриди та оксиди як основа нових енергоощадних матеріалів» | Павлюк Володимир Васильович         | доктор хімічних наук, професор Львівського національного університету імені Івана Франка.                                                                                              |
| за роботу «Інтерметаліди, гідриди та оксиди як основа нових енергоощадних матеріалів» | Стадник Юрій Володимирович          | кандидат хімічних наук, провідний науковий співробітник Львівського національного університету імені Івана Франка.                                                                     |
| за роботу «Інтерметаліди, гідриди та оксиди як основа нових енергоощадних матеріалів» | Заремба Василь Іванович             | кандидат хімічних наук, доцент Львівського національного університету імені Івана Франка.                                                                                              |
| за розробку та впровадження технологій ремонту магістральних трубопроводів під тиском | Махненко Володимир Іванович         | академік Національної академії наук України, завідувач відділу Інституту електрозварювання імені Є. О. Патона НАН України.                                                             |
| за розробку та впровадження технологій ремонту магістральних трубопроводів під тиском | Бут Віктор Степанович               | кандидат технічних наук, старший науковий співробітник Інституту електрозварювання імені Є. О. Патона НАН України.                                                                     |
| за розробку та впровадження технологій ремонту магістральних трубопроводів під тиском | Івасів Василь Михайлович            | доктор технічних наук, директор Науково-дослідного інституту нафтогазової енергетики і екології Івано-Франківського національного технічного університету нафти і газу.                |
| за розробку та впровадження технологій ремонту магістральних трубопроводів під тиском | Шлапак Любомир Степанович           | доктор технічних наук, завідувач кафедри Івано-Франківського національного технічного університету нафти і газу.                                                                       |
| за розробку та впровадження технологій ремонту магістральних трубопроводів під тиском | Говдяк Роман Михайлович             | доктор технічних наук, доцент Івано-Франківського національного технічного університету нафти і газу.                                                                                  |
| за розробку та впровадження технологій ремонту магістральних трубопроводів під тиском | Беккер Михайло Вікторович           | головний інженер дочірньої компанії «Укртрансгаз» Національної акціонерної компанії «Нафтогаз України».                                                                                |
| за розробку та впровадження технологій ремонту магістральних трубопроводів під тиском | Дрогомирецький Михайло Миколайович  | заступник начальника департаменту дочірньої компанії «Укртрансгаз» Національної акціонерної компанії «Нафтогаз України».                                                               |
| за розробку та впровадження технологій ремонту магістральних трубопроводів під тиском | Коток Валерій Борисович             | заступник головного інженера філії «Науково-дослідний і проектний інститут транспорту газу» дочірньої компанії «Укртрансгаз» Національної акціонерної компанії «Нафтогаз України».     |
| за розробку та впровадження технологій ремонту магістральних трубопроводів під тиском | Мандра Анатолій Степанович          | директор Управління магістральних газопроводів «Черкаситрансгаз» дочірньої компанії «Укртрансгаз» Національної акціонерної компанії «Нафтогаз України».                                |
| за цикл наукових праць «Нові якісні методи нелінійної механіки та їх застосування для аналізу багаточастотних коливань, стійкості та проблем керування» | Ковальов Олександр Михайлович       | член-кореспондент Національної академії наук України, директор Інституту прикладної математики і механіки НАН України.                                                                 |
| за цикл наукових праць «Нові якісні методи нелінійної механіки та їх застосування для аналізу багаточастотних коливань, стійкості та проблем керування» | Мартинюк Анатолій Андрійович        | член-кореспондент Національної академії наук України, завідувач відділу Інституту механіки імені С. П. Тимошенка НАН України.                                                          |
| за цикл наукових праць «Нові якісні методи нелінійної механіки та їх застосування для аналізу багаточастотних коливань, стійкості та проблем керування» | Слинько Віталій Іванович            | кандидат фізико-математичних наук, старший науковий співробітник Інституту механіки імені С. П. Тимошенка НАН України.                                                                 |
| за цикл наукових праць «Нові якісні методи нелінійної механіки та їх застосування для аналізу багаточастотних коливань, стійкості та проблем керування» | Зуєв Олександр Леонідович           | кандидат фізико-математичних наук, старший науковий співробітник Інституту прикладної математики і механіки НАН України.                                                               |
| за цикл наукових праць «Нові якісні методи нелінійної механіки та їх застосування для аналізу багаточастотних коливань, стійкості та проблем керування» | Бойчук Олександр Андрійович         | доктор фізико-математичних наук, провідний науковий співробітник Інституту математики НАН України.                                                                                     |
| за цикл наукових праць «Нові якісні методи нелінійної механіки та їх застосування для аналізу багаточастотних коливань, стійкості та проблем керування» | Мазко Олексій Григорович            | доктор фізико-математичних наук, провідний науковий співробітник Інституту математики НАН України.                                                                                     |
| за цикл наукових праць «Нові якісні методи нелінійної механіки та їх застосування для аналізу багаточастотних коливань, стійкості та проблем керування» | Петришин Роман Іванович             | доктор фізико-математичних наук, перший проректор Чернівецького національного університету імені Юрія Федьковича.                                                                      |
| за цикл наукових праць «Нові якісні методи нелінійної механіки та їх застосування для аналізу багаточастотних коливань, стійкості та проблем керування» | Слюсарчук Василь Юхимович           | доктор фізико-математичних наук, професор Національного університету водного господарства та природокористування.                                                                      |
| за роботу «Фізичні методи і комп'ютерні засоби реєстрації, зберігання і використання великих обсягів інформації» | Онищенко Олексій Семенович          | академік Національної академії наук України, генеральний директор Національної бібліотеки України імені В. І. Вернадського.                                                            |
| за роботу «Фізичні методи і комп'ютерні засоби реєстрації, зберігання і використання великих обсягів інформації» | Петров В'ячеслав Васильович         | член-кореспондент Національної академії наук України, директор Інституту проблем реєстрації інформації НАН України.                                                                    |
| за роботу «Фізичні методи і комп'ютерні засоби реєстрації, зберігання і використання великих обсягів інформації» | Крючин Андрій Андрійович            | доктор технічних наук, заступник директора Інституту проблем реєстрації інформації НАН України.                                                                                        |
| за роботу «Фізичні методи і комп'ютерні засоби реєстрації, зберігання і використання великих обсягів інформації» | Шанойло Семен Михайлович            | кандидат технічних наук, учений секретар Інституту проблем реєстрації інформації НАН України.                                                                                          |
| за роботу «Фізичні методи і комп'ютерні засоби реєстрації, зберігання і використання великих обсягів інформації» | Синьков Михайло Вікторович          | доктор технічних наук, завідувач відділу Інституту проблем реєстрації інформації НАН України.                                                                                          |
| за роботу «Фізичні методи і комп'ютерні засоби реєстрації, зберігання і використання великих обсягів інформації» | Кожешкурт Василь Іванович           | кандидат технічних наук, завідувач відділу Інституту проблем реєстрації інформації НАН України.                                                                                        |
| за роботу «Фізичні методи і комп'ютерні засоби реєстрації, зберігання і використання великих обсягів інформації» | Косяк Ігор Васильович               | кандидат технічних наук, старший науковий співробітник Інституту проблем реєстрації інформації НАН України.                                                                            |
| за роботу «Фізичні методи і комп'ютерні засоби реєстрації, зберігання і використання великих обсягів інформації» | Костенко Леонід Йосипович           | кандидат технічних наук, керівник центру Національної бібліотеки України імені В. І. Вернадського.                                                                                     |
| за роботу «Фізичні методи і комп'ютерні засоби реєстрації, зберігання і використання великих обсягів інформації» | Тарасенко Володимир Петрович        | доктор технічних наук, завідувач кафедри Національного технічного університету України «Київський політехнічний інститут».                                                             |
| за роботу «Фізичні методи і комп'ютерні засоби реєстрації, зберігання і використання великих обсягів інформації» | Кривоносов Євгеній Володимирович    | кандидат технічних наук, старший науковий співробітник Інституту монокристалів НАН України.                                                                                            |
| за розробку та впровадження новітніх хірургічних технологій при захворюваннях та пошкодженнях хребта | Корж Микола Олексійович             | доктор медичних наук, директор Державної установи «Інститут патології хребта та суглобів імені професора М. І. Ситенка Академії медичних наук України».                                |
| за розробку та впровадження новітніх хірургічних технологій при захворюваннях та пошкодженнях хребта | Радченко Володимир Олександрович    | доктор медичних наук, заступникові директора Державної установи «Інститут патології хребта та суглобів імені професора М. І. Ситенка Академії медичних наук України».                  |
| за розробку та впровадження новітніх хірургічних технологій при захворюваннях та пошкодженнях хребта | Грунтовський Геннадій Харлампійович | доктор медичних наук, головний науковий співробітник Державної установи «Інститут патології хребта та суглобів імені професора М. І. Ситенка Академії медичних наук України»           |
| за розробку та впровадження новітніх хірургічних технологій при захворюваннях та пошкодженнях хребта | Продан Олександр Іванович           | доктор медичних наук, головний науковий співробітник Державної установи «Інститут патології хребта та суглобів імені професора М. І. Ситенка Академії медичних наук України»           |
| за розробку та впровадження новітніх хірургічних технологій при захворюваннях та пошкодженнях хребта | Мезенцев Андрій Олексійович         | кандидат медичних наук, докторант Державної установи «Інститут патології хребта та суглобів імені професора М. І. Ситенка Академії медичних наук України».                             |
| за розробку та впровадження новітніх хірургічних технологій при захворюваннях та пошкодженнях хребта | Педаченко Євгеній Георгійович       | доктор медичних наук, керівник відділу Державної установи «Інститут нейрохірургії імені академіка А. П. Ромоданова Академії медичних наук України».                                    |
| за розробку та впровадження новітніх хірургічних технологій при захворюваннях та пошкодженнях хребта | Слинько Євгеній Ігорович            | доктор медичних наук, завідувач клініки Державної установи «Інститут нейрохірургії імені академіка А. П. Ромоданова Академії медичних наук України».                                   |
| за розробку та впровадження новітніх хірургічних технологій при захворюваннях та пошкодженнях хребта | Кущаєв Сергій Валерійович           | кандидат медичних наук, лікар-нейрохірург Державної установи «Інститут нейрохірургії імені академіка А. П. Ромоданова Академії медичних наук України».                                 |
| за розробку та впровадження новітніх хірургічних технологій при захворюваннях та пошкодженнях хребта | Поліщук Микола Єфремович            | доктор медичних наук, завідувач кафедри Національної медичної академії післядипломної освіти імені П. Л. Шупика.                                                                       |
| за розробку та впровадження новітніх хірургічних технологій при захворюваннях та пошкодженнях хребта | Климовицький Володимир Гарійович    | доктор медичних наук, директор Науково-дослідного інституту травматології та ортопедії Донецького національного медичного університету імені М. Горького.                              |
| за цикл наукових праць «Адсорбовані шари на поверхні перехідних металів: структура, електронні процеси, тертя, кінетика формування, каталіз» | Птушинський Юрій Григорович         | член-кореспондент Національної академії наук України, головний науковий співробітник Інституту фізики НАН України.                                                                     |
| за цикл наукових праць «Адсорбовані шари на поверхні перехідних металів: структура, електронні процеси, тертя, кінетика формування, каталіз» | Браун Олег Михайлович               | доктор фізико-математичних наук, провідний науковий співробітник Інституту фізики НАН України.                                                                                         |
| за цикл наукових праць «Адсорбовані шари на поверхні перехідних металів: структура, електронні процеси, тертя, кінетика формування, каталіз» | Яковкін Іван Миколайович            | доктор фізико-математичних наук, провідний науковий співробітник Інституту фізики НАН України.                                                                                         |
| за цикл наукових праць «Адсорбовані шари на поверхні перехідних металів: структура, електронні процеси, тертя, кінетика формування, каталіз» | Федорус Олексій Григорович          | доктор фізико-математичних наук, старший науковий співробітник Інституту фізики НАН України.                                                                                           |
| за цикл наукових праць «Адсорбовані шари на поверхні перехідних металів: структура, електронні процеси, тертя, кінетика формування, каталіз» | Осовський Василь Денисович          | кандидат фізико-математичних наук, старший науковий співробітник Інституту фізики НАН України.                                                                                         |
| за цикл наукових праць «Адсорбовані шари на поверхні перехідних металів: структура, електронні процеси, тертя, кінетика формування, каталіз» | Сологуб Сергій Васильович           | кандидат фізико-математичних наук, старший науковий співробітник Інституту фізики НАН України.                                                                                         |
| за цикл наукових праць «Адсорбовані шари на поверхні перехідних металів: структура, електронні процеси, тертя, кінетика формування, каталіз» | Піщанський Валентин Григорович      | доктор фізико-математичних наук, головний науковий співробітник Фізико-технічного інституту низьких температур імені Б. І. Вєркіна НАН України.                                        |
| за цикл наукових праць «Адсорбовані шари на поверхні перехідних металів: структура, електронні процеси, тертя, кінетика формування, каталіз» | Орлик Світлана Микитівна            | доктор хімічних наук, завідувач відділу Інституту фізичної хімії імені Л. В. Писаржевського НАН України.                                                                               |
| за цикл наукових праць «Адсорбовані шари на поверхні перехідних металів: структура, електронні процеси, тертя, кінетика формування, каталіз» | Соловйов Сергій Олександрович       | кандидат хімічних наук, старший науковий співробітник Інституту фізичної хімії імені Л. В. Писаржевського НАН України.                                                                 |
| за цикл наукових праць «Адсорбовані шари на поверхні перехідних металів: структура, електронні процеси, тертя, кінетика формування, каталіз» | Панченко Олег Антонович             | доктор фізико-математичних наук (посмертно). |
| за розробку та впровадження сучасних методів хірургічного лікування і профілактики ускладнень цирозу печінки та захворювань ворітної вени: | Береснєв Олександр Васильович       | доктор медичних наук, професор Харківського національного медичного університету. |
| за розробку та впровадження сучасних методів хірургічного лікування і профілактики ускладнень цирозу печінки та захворювань ворітної вени: | Сипливий Василь Олексійович         | доктор медичних наук, професор Харківського національного медичного університету. |
| за розробку та впровадження сучасних методів хірургічного лікування і профілактики ускладнень цирозу печінки та захворювань ворітної вени: | Котенко Олег Геннадійович           | доктор медичних наук, заступник директора Національного інституту хірургії та трансплантології імені О. О. Шалімова.                                                                   |
| за розробку та впровадження сучасних методів хірургічного лікування і профілактики ускладнень цирозу печінки та захворювань ворітної вени: | Калита Микола Якович                | доктор медичних наук, головний науковий співробітник Національного інституту хірургії та трансплантології імені О. О. Шалімова.                                                        |
| за розробку та впровадження сучасних методів хірургічного лікування і профілактики ускладнень цирозу печінки та захворювань ворітної вени: | Кривчена Данило Юлянович            | доктор медичних наук, завідувач кафедри Національного медичного університету імені О. О. Богомольця.                                                                                   |
| за розробку та впровадження сучасних методів хірургічного лікування і профілактики ускладнень цирозу печінки та захворювань ворітної вени: | Русин Василь Іванович               | доктор медичних наук, завідувач кафедри Ужгородського національного університету. |
| за розробку та впровадження сучасних методів хірургічного лікування і профілактики ускладнень цирозу печінки та захворювань ворітної вени: | Чуклін Сергій Миколайович           | доктор медичних наук, професор Львівського національного медичного університету імені Данила Галицького.                                                                               |
| за підручник «Комп'ютерна дискретна математика». \|Видання друге, доп. і випр. \|Харків: «Компанія СМІТ», 2004. \|480 с. | Бондаренко Михайло Федорович        | доктор технічних наук, ректор Харківського національного університету радіоелектроніки.                                                                                                |
| за підручник «Комп'ютерна дискретна математика». \|Видання друге, доп. і випр. \|Харків: «Компанія СМІТ», 2004. \|480 с. | Руткас Анатолій Георгійович         | доктор фізико-математичних наук, професор Харківського національного університету радіоелектроніки.                                                                                    |
| за підручник «Комп'ютерна дискретна математика». \|Видання друге, доп. і випр. \|Харків: «Компанія СМІТ», 2004. \|480 с. | Білоус Наталія Валентинівна         | кандидат технічних наук, професор Харківського національного університету радіоелектроніки.                                                                                            |
| за комплекс підручників «Двигуни внутрішнього згоряння». \|Том 1. Розробка конструкцій форсованих двигунів наземних транспортних машин. \|Харків: Прапор, 2004. \|384 с.; Том 2. Доводка конструкцій форсованих двигунів наземних транспортних машин. \|Харків: Прапор, 2004. \|288 с.; Том 3. Комп'ютерні системи керування ДВЗ. \|Харків, Прапор, 2004. \|344 с.; Том 4. Основи САПР ДВЗ. \|Харків: Прапор, 2004. \|336 с.; Том 5. Екологізація ДВЗ. \|Харків: Прапор, 2004. \|360 с.; Том 6. Надійність ДВЗ. \|Харків: Видавництво ХНАДУ, 2004. \|324 с. та підручник: «Автомобільні двигуни». \|Київ: Арістей, 2004. \|476 с. | Марченко Андрій Петрович            | доктор технічних наук, проректор Національного технічного університету «Харківський політехнічний інститут».                                                                           |
| за комплекс підручників «Двигуни внутрішнього згоряння». \|Том 1. Розробка конструкцій форсованих двигунів наземних транспортних машин. \|Харків: Прапор, 2004. \|384 с.; Том 2. Доводка конструкцій форсованих двигунів наземних транспортних машин. \|Харків: Прапор, 2004. \|288 с.; Том 3. Комп'ютерні системи керування ДВЗ. \|Харків, Прапор, 2004. \|344 с.; Том 4. Основи САПР ДВЗ. \|Харків: Прапор, 2004. \|336 с.; Том 5. Екологізація ДВЗ. \|Харків: Прапор, 2004. \|360 с.; Том 6. Надійність ДВЗ. \|Харків: Видавництво ХНАДУ, 2004. \|324 с. та підручник: «Автомобільні двигуни». \|Київ: Арістей, 2004. \|476 с. | Шеховцов Анатолій Федорович         | доктор технічних наук, професор Національного технічного університету «Харківський політехнічний інститут».                                                                            |
| за комплекс підручників «Двигуни внутрішнього згоряння». \|Том 1. Розробка конструкцій форсованих двигунів наземних транспортних машин. \|Харків: Прапор, 2004. \|384 с.; Том 2. Доводка конструкцій форсованих двигунів наземних транспортних машин. \|Харків: Прапор, 2004. \|288 с.; Том 3. Комп'ютерні системи керування ДВЗ. \|Харків, Прапор, 2004. \|344 с.; Том 4. Основи САПР ДВЗ. \|Харків: Прапор, 2004. \|336 с.; Том 5. Екологізація ДВЗ. \|Харків: Прапор, 2004. \|360 с.; Том 6. Надійність ДВЗ. \|Харків: Видавництво ХНАДУ, 2004. \|324 с. та підручник: «Автомобільні двигуни». \|Київ: Арістей, 2004. \|476 с. | Пильов Володимир Олександрович      | доктор технічних наук, професор Національного технічного університету «Харківський політехнічний інститут».                                                                            |
| за комплекс підручників «Двигуни внутрішнього згоряння». \|Том 1. Розробка конструкцій форсованих двигунів наземних транспортних машин. \|Харків: Прапор, 2004. \|384 с.; Том 2. Доводка конструкцій форсованих двигунів наземних транспортних машин. \|Харків: Прапор, 2004. \|288 с.; Том 3. Комп'ютерні системи керування ДВЗ. \|Харків, Прапор, 2004. \|344 с.; Том 4. Основи САПР ДВЗ. \|Харків: Прапор, 2004. \|336 с.; Том 5. Екологізація ДВЗ. \|Харків: Прапор, 2004. \|360 с.; Том 6. Надійність ДВЗ. \|Харків: Видавництво ХНАДУ, 2004. \|324 с. та підручник: «Автомобільні двигуни». \|Київ: Арістей, 2004. \|476 с. | Парсаданов Ігор Володимирович       | доктор технічних наук, головний науковий співробітник Національного технічного університету «Харківський політехнічний інститут».                                                      |
| за комплекс підручників «Двигуни внутрішнього згоряння». \|Том 1. Розробка конструкцій форсованих двигунів наземних транспортних машин. \|Харків: Прапор, 2004. \|384 с.; Том 2. Доводка конструкцій форсованих двигунів наземних транспортних машин. \|Харків: Прапор, 2004. \|288 с.; Том 3. Комп'ютерні системи керування ДВЗ. \|Харків, Прапор, 2004. \|344 с.; Том 4. Основи САПР ДВЗ. \|Харків: Прапор, 2004. \|336 с.; Том 5. Екологізація ДВЗ. \|Харків: Прапор, 2004. \|360 с.; Том 6. Надійність ДВЗ. \|Харків: Видавництво ХНАДУ, 2004. \|324 с. та підручник: «Автомобільні двигуни». \|Київ: Арістей, 2004. \|476 с. | Абрамчук Федір Іванович             | доктор технічних наук, завідувач кафедри Харківського національного автомобільно-дорожнього університету.                                                                              |
| за комплекс підручників «Двигуни внутрішнього згоряння». \|Том 1. Розробка конструкцій форсованих двигунів наземних транспортних машин. \|Харків: Прапор, 2004. \|384 с.; Том 2. Доводка конструкцій форсованих двигунів наземних транспортних машин. \|Харків: Прапор, 2004. \|288 с.; Том 3. Комп'ютерні системи керування ДВЗ. \|Харків, Прапор, 2004. \|344 с.; Том 4. Основи САПР ДВЗ. \|Харків: Прапор, 2004. \|336 с.; Том 5. Екологізація ДВЗ. \|Харків: Прапор, 2004. \|360 с.; Том 6. Надійність ДВЗ. \|Харків: Видавництво ХНАДУ, 2004. \|324 с. та підручник: «Автомобільні двигуни». \|Київ: Арістей, 2004. \|476 с. | Тимченко Ігор Іванович              | кандидат технічних наук, професор Харківського національного автомобільно-дорожнього університету.                                                                                     |
| за комплекс підручників «Двигуни внутрішнього згоряння». \|Том 1. Розробка конструкцій форсованих двигунів наземних транспортних машин. \|Харків: Прапор, 2004. \|384 с.; Том 2. Доводка конструкцій форсованих двигунів наземних транспортних машин. \|Харків: Прапор, 2004. \|288 с.; Том 3. Комп'ютерні системи керування ДВЗ. \|Харків, Прапор, 2004. \|344 с.; Том 4. Основи САПР ДВЗ. \|Харків: Прапор, 2004. \|336 с.; Том 5. Екологізація ДВЗ. \|Харків: Прапор, 2004. \|360 с.; Том 6. Надійність ДВЗ. \|Харків: Видавництво ХНАДУ, 2004. \|324 с. та підручник: «Автомобільні двигуни». \|Київ: Арістей, 2004. \|476 с. | Гутаревич Юрій Феодосійович         | доктор технічних наук, завідувач кафедри Національного транспортного університету. |